# Федерація радіоспорту України
Федерація радіоспорту України (ФРС України) — радіоаматорська громадська організація, яка діяла на базі ДТСААФ України за часу існування Радянського Союзу. Федерація налічувала у своїх лавах до 100 тисяч членів (секції, гуртки, об'єднання, самодіяльні радіоаматори). У своєму складі ФРС України мала 25 обласних федерацій, а також дві міські — Київську і Севастопольську. Останній склад федерації (перед створенням Ліги радіоаматорів України) очолювали: голова — Діденко Володимир Степанович (заступник Міністра зв'язку України), заступник — Тартаковський Наум Михайлович (начальник республіканського радіоклубу), відповідальний секретар — Кияниця Василь Васильович (директор Носівської Станції юних техніків Чернігівської області).